# 上谷公主 (宿石之妻)
上谷公主（?—?），中国南北朝北魏宗室女，封公主，她的父母史书没有记载。
上谷公主嫁给汉安男宿石，宿石是宿沓干的儿子，宿若豆根的孙子，赫连勃勃弟弟文陈的曾孙。宿石拜驸马都尉，位吏部尚书，进爵太山公，为北征中道都大将，追赠太原王，谥号康。太和初年，子宿倪袭爵。